# Perisperma
Perisperma é uma camada de tecido nutritivo derivada da nucela que rodeia o embrião da semente de algumas angiospermas.